# Dareizé
Dareizé ist eine Commune déléguée in der französischen Gemeinde Vindry-sur-Turdine mit 553 Einwohnern (Stand 1. Januar 2022) im Département Rhône in der Region Auvergne-Rhône-Alpes. 
Die Gemeinde Dareizé wurde am 1. Januar 2019 mit Les Olmes, Pontcharra-sur-Turdine und Saint-Loup zur Commune nouvelle Vindry-sur-Turdine zusammengeschlossen. Sie hat seither den Status einer Commune déléguée. Die Gemeinde Dareizé gehörte zum Kanton Tarare im Arrondissement Villefranche-sur-Saône. Sie grenzte im Westen und im Nordwesten an Saint-Clément-sur-Valsonne, im Nordosten an Saint-Vérand, im Osten und im Süden an Saint-Loup und im Südwesten an Tarare (Berührungspunkt).

## Bevölkerungsentwicklung
| Jahr      | 1962 | 1968 | 1975 | 1982 | 1990 | 1999 | 2008 | 2014 |
| --------- | ---- | ---- | ---- | ---- | ---- | ---- | ---- | ---- |
| Einwohner | 209  | 211  | 207  | 289  | 298  | 370  | 447  | 482  |

## Wirtschaft
Dareizé ist an den Appellationen Bourgogne, Bourgogne Grand Ordinaire, Bourgogne Passetoutgrain, Bourgogne Aligoté und Crémant de Bourgogne der Weinbauregion Burgund beteiligt.

## Sehenswürdigkeiten

Schloss von Dareizé

- Schloss von Dareizé